# Danh sách câu lạc bộ bóng đá ở Estonia
Đây là danh sách các câu lạc bộ bóng đá ở Estonia.

## #
- 1188 Infoabi

## A
- FC A&A Kinnisvara
- FC ABB
- FC Abja
- FC Ahtamar Tallinn
- Ajax Lasnamäe
- PSK Alexela
- JK Alko Kohtla-Järve
- FC Ararat Tallinn
- FC Aspen
- FC Atletik Tallinn
- JK Atli Rapla

## B
- FC Balteco
- FC Bestra

## C
- Charma Tabasalu
- FC Comwell
- FC Concordia Audentes Tallinn

## D
- FC DAG Tartu
- JK Dagöplast Emmaste
- SK Dvigatel
- Dünamo Tallinn

## E
- FC EBS Team
- Eesti Koondis
- JK Eesti Põlevkivi Jõhvi
- FC Elva
- Hiiumaa ÜJK Emmaste
- EMÜ SK
- FC Energia
- Spordiselts ESDAG Tartu
- F.C.A. Estel Tallinn
- Esteve Maardu
- FC Eston Villa

## F
- Tartu Ülikool Fauna
- FC Flora Järva-Jaani
- FC Flora Kehtna
- FC Flora Tallinn
- FC Levadia II Tallinn
- Fortuna Tallinn

## G
- FC Goll
- WC Guwalda Pärnu

## H
- FC Haiba
- FC Hansa United
- FC HansaNet.ee
- FC HaServ Tartu
- FC Hiiu Kalur Kärdla
- FC Hell Hunt

## I
- FC Igiliikur Viimsi
- Imavere Forss
- Infonet Tallinn
- Infonet II Tallinn
- International

## J
- JK Jalgpallihaigla
- FC Joker Raasiku
- FC Jüri

## K
- JK Kadakas Kernu
- JK Kaitseliit Kalev
- JK Sillamäe Kalev
- JK Tallinna Kalev
- Kalevi SK Pärnu
- JK Karksi
- Keemik Kohtla-Järve
- Keila
- Keskerakonna JK
- Kick Sai Narva
- FC Kiiu
- SK Kirm
- Koeru SK
- Kose
- JK Kotkad Tallinn
- JK Kotkad Viljandi
- Kristiine JK
- Kuressaare
- Kuressaare II
- FC Kuristiku
- Rahvaspordiklubi Kuuse
- Kärdla Linnameeskond

## L
- Laagri Saue
- FC Lantana Tallinn
- Legion Tallinn
- FC Lelle
- SK Lemons
- FC Levadia Maardu
- FC Levadia Pärnu
- FC Levadia Tallinn
- FC Levadia II Tallinn
- LiVal Sport Tallinn
- JK Liverpool Pub
- Lokomotiv Jõhvi
- Loksa Rahvaspordiklubi
- JK Loo
- FC Lootos Põlva
- FC Lootus Alutaguse
- FC Lootus Kohtla-Järve
- Luunja
- Lõuna-Läänemaa JK
- JK Löök Tartu

## M
- JK Maag Tartu
- JK Maag Tammeka Tartu
- FC Maardu
- Maardu Linnameeskond
- FC Majandusmagister
- FC M.C. Tallinn
- SK Mercury Tallinn
- FC Merkuur Tartu
- JK Merkuur-Juunior Tartu
- FC Metec Tartu
- FC Meteor Tallinn
- Metropool Pärnu
- FC Mets&Puu
- JK Minevik
- Muhumaa JK
- FC Mõigu-Rae
- Märjamaa Kompanii

## N
- Narva Trans
- Navi Vutiselts
- FC Nikol Tallinn
- Noorus 96 Jõgeva
- FC Norma Tallinn
- Nõmme Kalju
- Nõmme United

## O
- FC Olympic Tallinn
- FC Otepää

## P
- Paide Linnameeskond
- Paide Linnameeskond II
- Pakri SK
- Pärnu JK
- Pärnu Linnameeskond
- Piraaja Tallinn
- FC Puuma
- Põhja-Tallinna JK
- JK Püsivus Kohila

## Q
- FC Q United
- Quattromed Tartu

## R
- Rada Kuusalu
- Rakvere JK Tarvas
- FC Reaal Tallinn
- S.C. Real Maardu
- S.C. Real Tallinn
- JK Reliikvia Pirita
- FC Risti
- JK Rock & Roll
- Rolling Doors
- Räpina SK
- Rummu Dünamo

## S
- Saaremaa JK
- SaareMaa JK aaMeraaS
- JK Sadam Tallinn
- Saku JK
- FC Santos Tartu
- Saue JK
- SK 10 Premium Tartu
- SK Tallinna Sport
- FC Soccernet
- FK Spartak
- FC Spiritas
- JK Sport Põltsamaa

## Š
- FC Štrommi Tallinn

## T
- Tabasalu Palliklubi
- FC Tabivere
- JK Tajak
- Tallinn C.F.
- Tallinna Estonia
- Tallinna Jalgpalliklubi
- Tallinna Lõvid
- Tallinna Ülikool
- SK Tamme Auto Kiviõli
- JK Tammeka Tartu
- SK Tapa
- FC Tarvastu
- JK Tervis Pärnu
- FC Tevalte
- TJK-83 Tallinn
- Tondi
- FC Toompea
- FC Toompea 1994
- Tõrva
- Järvakandi JK Tribling
- Trummi SK
- Tulevik Viljandi
- Tulevik II Viljandi
- Turba NJK
- FC TVMK Tallinn
- FC Twister Tallinn
- SK Tääksi
- T.F.T. Töfting
- Türi Ganvix

## V
- FC Valga
- JK Vall Tallinn
- FC Vaprus Pärnu
- FC Velldoris
- KSK Vigri Tallinn
- Viimsi
- Viljandi
- JK Voka
- Võhma Linnameeskond
- Võru
- Välk 494 Tartu

## W
- Warrior Tõrva
- Warrior Valga
- Welco Tartu

## Ü
- FC Ühinenud Depood